# Liste der Bodendenkmäler in Dörentrup
Die Liste der Bodendenkmäler in Dörentrup enthält die denkmalgeschützten unterirdischen baulichen Anlagen, Reste oberirdischer baulicher Anlagen, Zeugnisse tierischen und pflanzlichen Lebens und paläontologischen Reste auf dem Gebiet der Gemeinde Dörentrup im Kreis Lippe in Nordrhein-Westfalen (Stand: Oktober 2020). Diese Bodendenkmäler sind in Teil B der Denkmalliste der Gemeinde Dörentrup eingetragen; Grundlage für die Aufnahme ist das Denkmalschutzgesetz Nordrhein-Westfalen (DSchG NRW).
| Bild | Bezeichnung | Lage                                        | Beschreibung | Bauzeit | Eingetragen seit | Denkmal- nummer |
| ---- | --- | ------------------------------------------- | ------------ | ------- | ---------------- | --------------- |
| BW   | Ostwand der ehemaligen Grube der Dörentruper Sand- und Tonwerke mit einem nach Osten hin anschließenden Geländestreifen (Braunkohleflöz) | Hillentrup Plögerweg Karte                  |              |         | 21.10.2011       | 1               |
| BW   | Begaböschung | Wendlinghausen östlich der Kläranlage Karte |              |         | 31.05.2012       | 2               |